# 1947년 뉴욕 영화 비평가 협회상
제13회 뉴욕 영화 비평가 협회상은 1947년 영화를 대상으로 하는 시상식이다.

## 수상 및 후보

### 작품상
- 신사협정

### 감독상
- 신사협정 - 엘리아 카잔 수상

### 여우주연상
- 검은 수선화 - 데보라 카 수상
- 철부지 아가씨의 첩보작전 - 데보라 카 수상

### 남우주연상
- 아버지와 인생을 - 윌리엄 포웰 수상

### 외국영화상
- 투 리브 인 피스